# Marion Becker
Marion Becker (născută Steiner; n. 21 ianuarie 1950, Hamburg, RFG) este o atletă germană, specializată în aruncarea suliței. A reprezantat România și Germania la Jocurile Olimpice și a câștigat medalia de argint la Jocurile Olimpice din 1976.

## Carieră
Sportiva s-a născut în Republica Federală Germania (Germania de Vest) dar a crescut în Republica Democrată Germană (Germania de Est) unde s-a apucat de atletism și începând din 1965 a fost legitimată la SC Karl-Marx-Stadt. La Jocurile Europene de Juniori de la Leipzig din 1968 a cucerit medalia de bronz.
Anul următor, ea a emigrat în România unde s-a căsătorit cu timișoreanul Siegfried Becker, un șvab bănățean, care i-a devenit și antrenor. În 1970 a devenit mamă. După aceea a reluat antrenamentul și la Balcaniada de la Zagreb (1971) a câștigat medalia de argint. În anul 1972 a stabilit un nou record național cu o aruncare de 61,42 m. Ulterior a participat la Jocurile Olimpice de la München unde s-a clasat pe locul 17. Cu ajutorul austriecei Ilona Gusenbauer, deținătoarea recordului mondial la săritura în înălțime, Marion și Siegfried Becker au plecat din satul olimpic și au rămas în Germania. Fiica ei a rămas în România și i s-a permis să părăsească țara abia în 1975.
Marion Becker a participat la Universiada de vară din 1975 de la Roma unde s-a clasat pe locul 9. La Jocurile Olimpice din 1976, la Montreal, a cucerit medalia de argint în urma lui Ruth Fuchs, după ce a câștigat calificarea cu un nou record olimpic, aruncând 65,14 m. La Cupa Europei de la Helsinki din 1977 a ocupat locul 6.
Marion Becker a fost decorată de președintele federal al Germaniei cu „frunza argintie de dafin”.